# Porter (Oklahoma)
Porter – miasto w Stanach Zjednoczonych, w stanie Oklahoma, w hrabstwie Wagoner.